# Roman Fil
Roman Fil (ur. 19 lutego 1919, zm. 23 sierpnia 2007) – polski pracownik przemysłu motoryzacyjnego związany z Sanokiem, działacz społeczny, radny.

## Życiorys
Urodził się 19 lutego 1919. W 1935 podjął pracę w Fabryce Maszyn i Wagonów – L. Zieleniewski w Sanoku jako uczeń ślusarski. W 1939 uzyskał tytuł czeladnika. Po wybuchu II wojny światowej w czasie okupacji niemieckiej pracował w macierzystej fabryce kierowanej przez Niemców. Od 1944 do 1949 był zatrudniony jako strażnik ochrony kolei. Od 1949 pracował ponownie w sanockiej fabryce, przemianowanej na Sanowag, w dziale montażu tramwajów, potem w prototypowni. W zakładzie, przekształconym w Sanocką Fabrykę Autobusów „Autosan” pełnił funkcję męża zaufania, oddziałowego inspektora pracy, członka prezydium rady zakładowej. Jako członek PZPR i przedstawiciel Wydziału Produkcyjnego S wszedł w skład kolegium redakcyjnego powstałego w 1954 dwutygodnika „Głos Sanowagu” w ramach Sanockiej Fabryki Wagonów. W 1975 obchodził jubileusz 40-lecia pracy zawodowej w sanockim zakładzie. 20 lutego 1979 zakończył pracę w fabryce i przeszedł na emeryturę.
Działał społecznie. W okresie 20 lat był ławnikiem sądowym. Był członkiem ZBoWiD. Sprawował mandat radnego Miejskiej Rady Narodowej (MRN) w Sanoku przez cztery kadencje: od października 1956 (w ramach powołania radnych w miejsce radnych nieuczestniczących w sesjach), w kadencji 1969-1972 (w 1972 został członkiem Komisji Samorządu Mieszkańców i Rolnictwa w ramach Rady Miejskiej Powiatu Sanockiego), wybrany w wyborach w 1973 i został członkiem Komisji Rozwoju Gospodarczego i Gospodarki Mieszkaniowej.

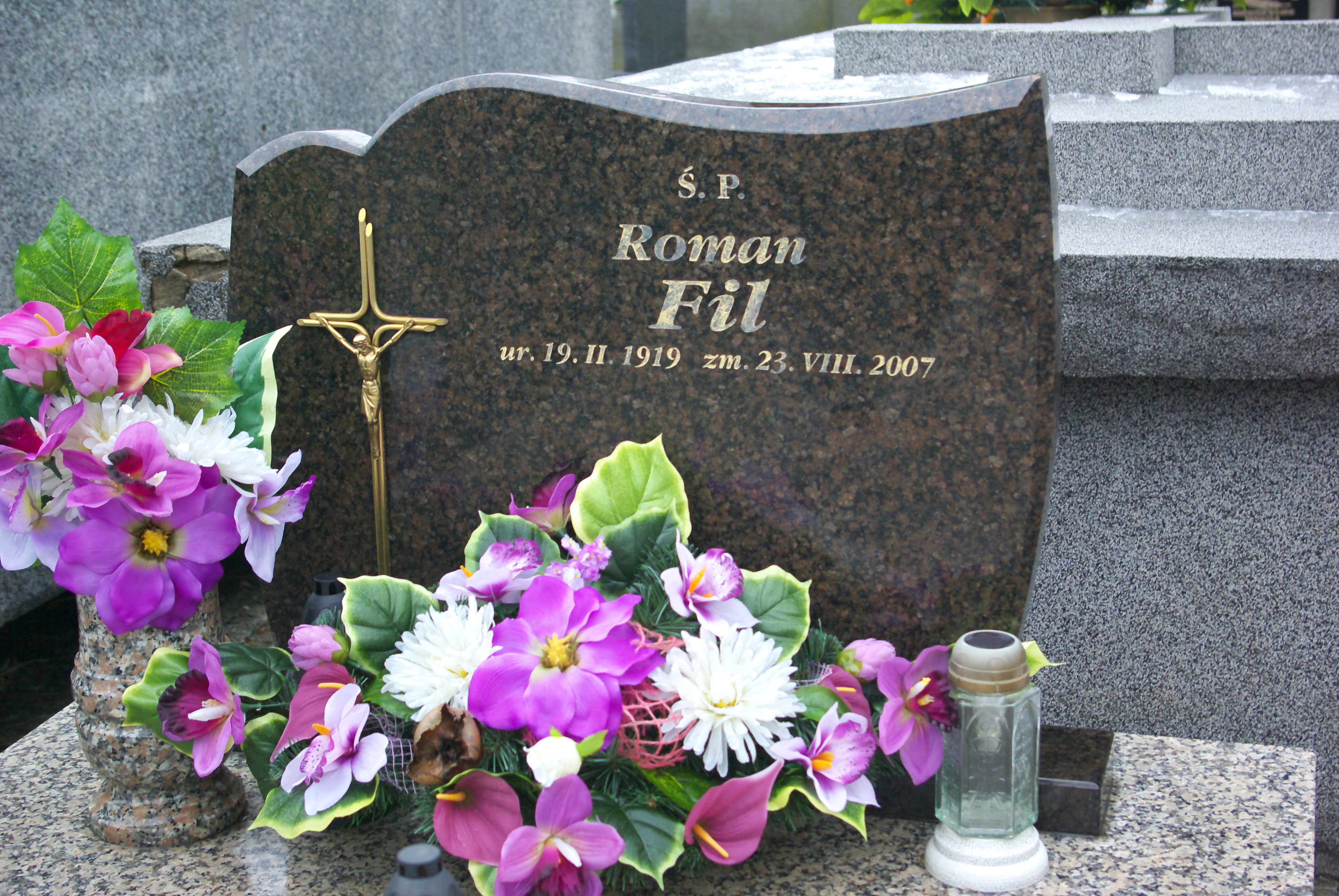
Nagrobek Romana Fila

W 2002 Roman Fil jako kombatant otrzymał nominację na stopień podporucznika.
Zmarł 23 sierpnia 2007. Został pochowany na cmentarzu przy ul. Rymanowskiej w Sanoku.

## Odznaczenia i wyróżnienia
- Krzyż Kawalerski Orderu Odrodzenia Polski (1978)[7][8]
- Złoty Krzyż Zasługi
- Medal 10-lecia Polski Ludowej (1955)[9]
- Odznaczenia związkowe